# راندولف مكينون
راندولف مكينون هو سياسي كندي، ولد في 22 يوليو 1917 في ديلبورن في كندا، وتوفي في 10 يونيو 2006. حزبياً، نشط في حزب الائتمان الاجتماعي في ألبرتا ‏. وقد انتخب عضو الجمعية التشريعية ألبرتا.